# Thorp Arch (träningsanläggning)
Thorp Arch är Leeds Uniteds officiella träningsanläggning och innefattar dessutom klubbens fotbollsakademi som ligger i byn Thorp Arch, i närheten av staden Wetherby ungefär 20 kilometer nordost om klubbens hemmaarena Elland Road. Anläggningen spänner över 120 000 m² och innefattar tre sektioner, The Barn, The Grange och flertalet fotbollsträningsplaner. På grund av finansiella svårigheter tvingades klubben att sälja träningsanläggningen 2004 för £4,2 miljoner samtidigt som man tecknade ett leasingavtal gällande till 2029 för att kunna disponera anläggningen och dess faciliteter. Klubben betalar betalar ungefär 6,5 miljoner kronor om året för nyttjandet av träningsanläggningen samt ytterligare cirka 21 miljoner om året för hemmaarenan Elland Road.
Howard Wilkinson var den som insåg behovet av, fick idén samt skapade en modern och ändamålsenlig träningsanläggning i Thorp Arch när han blev klubbens manager 1988.
The Grange (Lantgården), som drevs av klubben från öppnandet 1994 fram till början av 2000-talet, innefattar boende för ungdomsspelarna i klubbens Akademi, kontorslokaler, omklädningsrum, två allvädersfotbollsplaner samt åtta gräsfotbollsplaner i fullängd.
The Barn (Ladan), som ersatte The Grange 2002, innehåller en reception, ett kafé, kontor och omklädningsrum samt en uppvärmd inomhusplan av konstgräs, gym samt behandlingsrum för fysioterapi, stresstest, massage och rehabilitering.